# Martín Marta
Pablo Martín Marta Rodríguez (Ciudad de la Costa, 28 gennaio 1997) è un calciatore uruguaiano, difensore del Llaneros.

## Caratteristiche tecniche
È un difensore centrale.

## Carriera
Cresciuto nel settore giovanile del Danubio, ha esordito in prima squadra il 28 maggio 2017 in occasione del match di campionato pareggiato 1-1 contro il Sud América.